# Rue du Faubourg Saint-Honoré
La rue du Faubourg Saint-Honoré (lit. 'calle del barrio de san Honorato') es una calle situada en París, Francia. Aunque es relativamente estrecha (especialmente en comparación con la cercana avenida de los Campos Elíseos), es considerada una de las calles más elegantes del mundo, gracias a la presencia de prácticamente todas las principales marcas de moda del mundo. Como la cercana avenue Montaigne, la calle está dedicada en toda su longitud a tiendas de alta costura y otros establecimientos exclusivos.
La rue Saint-Honoré, de la que la rue du Faubourg Saint-Honoré es ahora una extensión, comenzó como una calle que se extendía hacia el oeste desde el norte del Louvre. (Saint Honoré es el popular santo francés Honorato de Amiens.)
Hasta el siglo XVIII, había varios pueblos pequeños dispersos en la zona rural que se extendía al oeste del Louvre. En uno de estos pueblos, Roule, la calle principal, en realidad poco más que un camino de tierra, se hizo conocida como rue Neuve-Saint-Honoré; estaba bordeada y rodeada por varias mansiones. El pasaje fue mejorado en el siglo XII para acomodar el creciente tráfico del mercado central de París, Les Halles, a los pueblos exteriores. (En 1971, el mercado se trasladó del centro de París al suburbio Rungis.)
La calle se extendió hasta el límite de París. El pasaje se renombró rue du Faubourg Saint-Honoré cuando el pueblo se convirtió en un suburbio oficial de París; de hecho, foris burgem en latín significa "fuera de la ciudad." (Originalmente la calle se extendía hasta el lejano Forêt de Rouvray ("bosque de robles"), ahora desaparecido, que cubría grandes zonas del oeste de París, y del que el actual Bois de Boulogne es un superviviente.) En 1860 la rue du Faubourg Saint-Honoré se incorporó a los límites de la ciudad de París.
En el número 55 está el Palacio del Elíseo (Palais de l'Élysée), residencia oficial del presidente de la República francesa.
Aunque la última moda de París puede itinerar por cualquier distrito, según la tradición las diez manzanas de la rue Saint-Honoré, entre la rue Cambon y la rue des Pyramides, son un medidor fiable del estilo de París.

## Lugares de interés

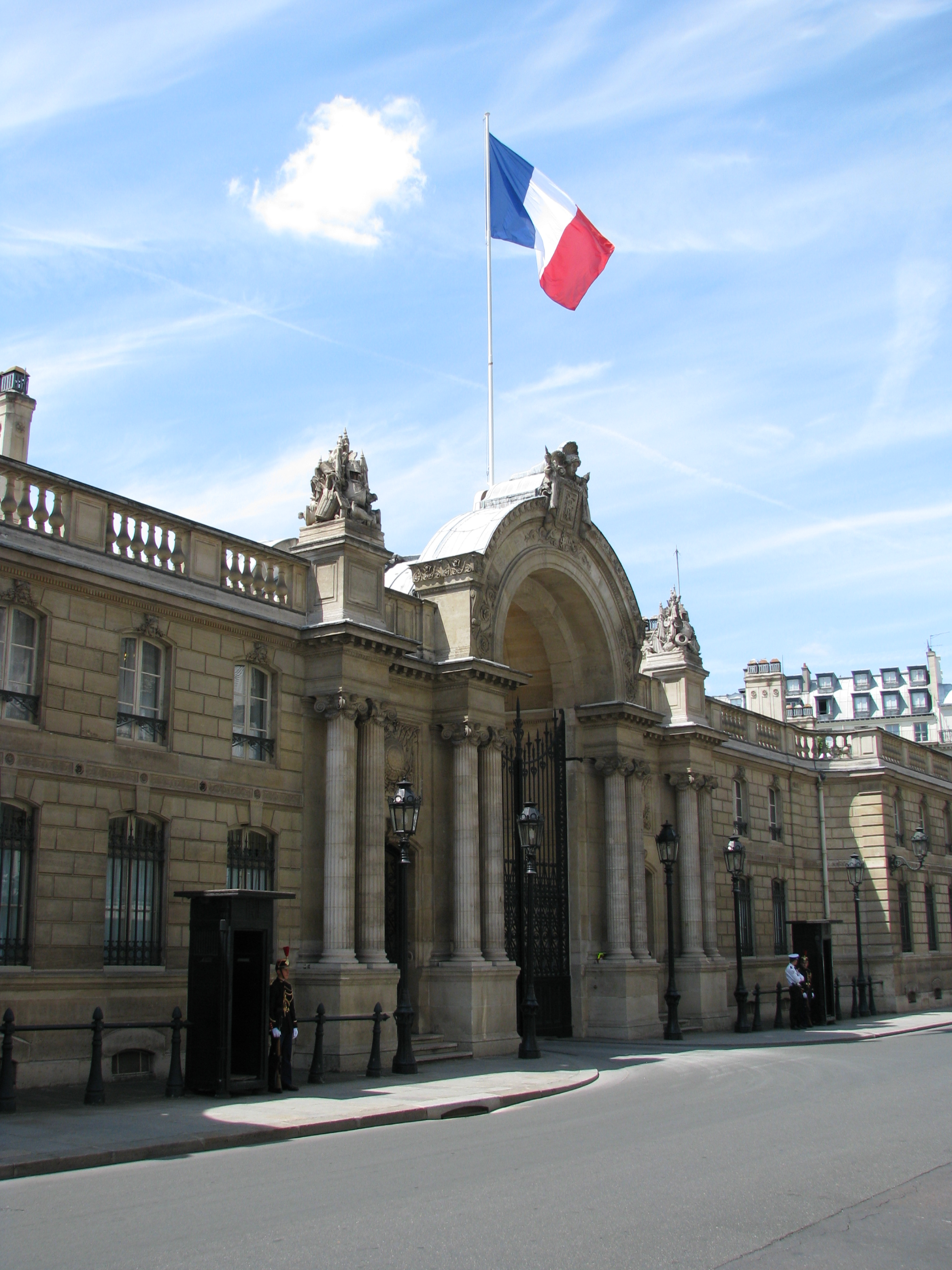
El Palacio del Elíseo, residencia oficial del Presidente de Francia

- n.º 14: taller y boutique del modista Dominique Sirop, quien fundó esta empresa en 1996 y está en esta ubicación desde 2000;
- n.º 19:  tienda «À la Corbeille de Fleurs», creada en 1775 por el perfumista Jean-François Houbigant;
- n.º 22: tienda flagship de Lanvin, fundada por Jeanne Lanvin en 1889: esta tienda de alta costura se sitúa aquí tras varias ubicaciones anteriores;
- n.º 24: tienda flagship de Hermès, fundada en 1837 y situada en esta dirección desde 1880;
- n.º 29: tienda flagship de Roger Vivier y el Instituto y sede de la empresa cosmética Lancôme, fundada en 1935;
- n.º 31: un anexo de la Embajada de Japón;
- n.º 33: hôtel Perrinet et de Jars, sede del Cercle de l'Union interalliée, construido en 1713, como pareja del n.º 35;.
- n.º 35: Embajada del Reino Unido, comprado por el gobierno británico en 1947;
- n.º 41: hôtel de Pontalba, construido por Louis Visconti entre 1842 y 1855; en la actualidad es la residencia del Embajador de los Estados Unidos en Francia, comprado por el gobierno de Estados Unidos en 1948;
- n.º 55: Palacio del Elíseo, originalmente Hôtel d'Évreux, finalizado y decorado en 1722; usado por el gobierno de Napoleón desde 1808; en la actualidad es la residencia oficial del presidente de Francia;
- n.º 56: oficinas de la edición francesa de la revista Vogue en el Edificio Publications Condé Nast;
- n.º 71: antigua dirección de Galerie J. Le Chapelin, década de 1950 (ahora cerrado);
- n.º 96: Ministerio del Interior (en Place Beauvau);
- n.º 101: tienda y salón de té flagship de Dalloyau, una marca gastronómica de lujo;
- n.º 112: hotel de lujo Le Bristol. ;
- n.º 135: residencia del Embajador de Canadá en Francia.
- n.º 368: tienda flagship de Emporio Armani

## Transporte
La rue du Faubourg Saint-Honoré está situada cerca de las estaciones de Saint-Philippe du Roule y Madeleine del Metro de París. Está servida por las líneas 2, 8, 9, 12, and 14.